# 何致宏
何致宏（1993年—），前維多利亞社區協會及民主黨成員，前中西區區議會水街選區議員。何致宏畢業於香港樹仁大學及英皇書院，曾任中西區區議會主席鄭麗、前立法會議員單仲偕、胡志偉及許智峯的議員助理。目前定居英國。

## 參選2019年區議會選舉
何致宏在2015年香港區議會選舉後曾以民主黨成員身份在水街選區進行地區工作，至2019年六月初退黨並一度停止地區工作。及至八月底他改以維多利亞社區協會成員身份復出重拾此區地區工作﹐最終以總票數3,093票，擊敗當區爭取連任的楊學明（2,095票），成為新一任中西區區議會議員。
| 政党   | 政党             | 候选人    | 票数  | %    | ±      |
| ------ | ---------------- | --------- | ----- | ---- | ------ |
|        | 民建聯           | ①. 楊學明 | 2,095 | 40.4 | -13.3  |
|        | 維多利亞社區協會 | ②. 何致宏 | 3,093 | 59.6 | 不適用 |
| 多数票 | 多数票           | 多数票    | 998   | 19.6 |        |